# Slivovitz

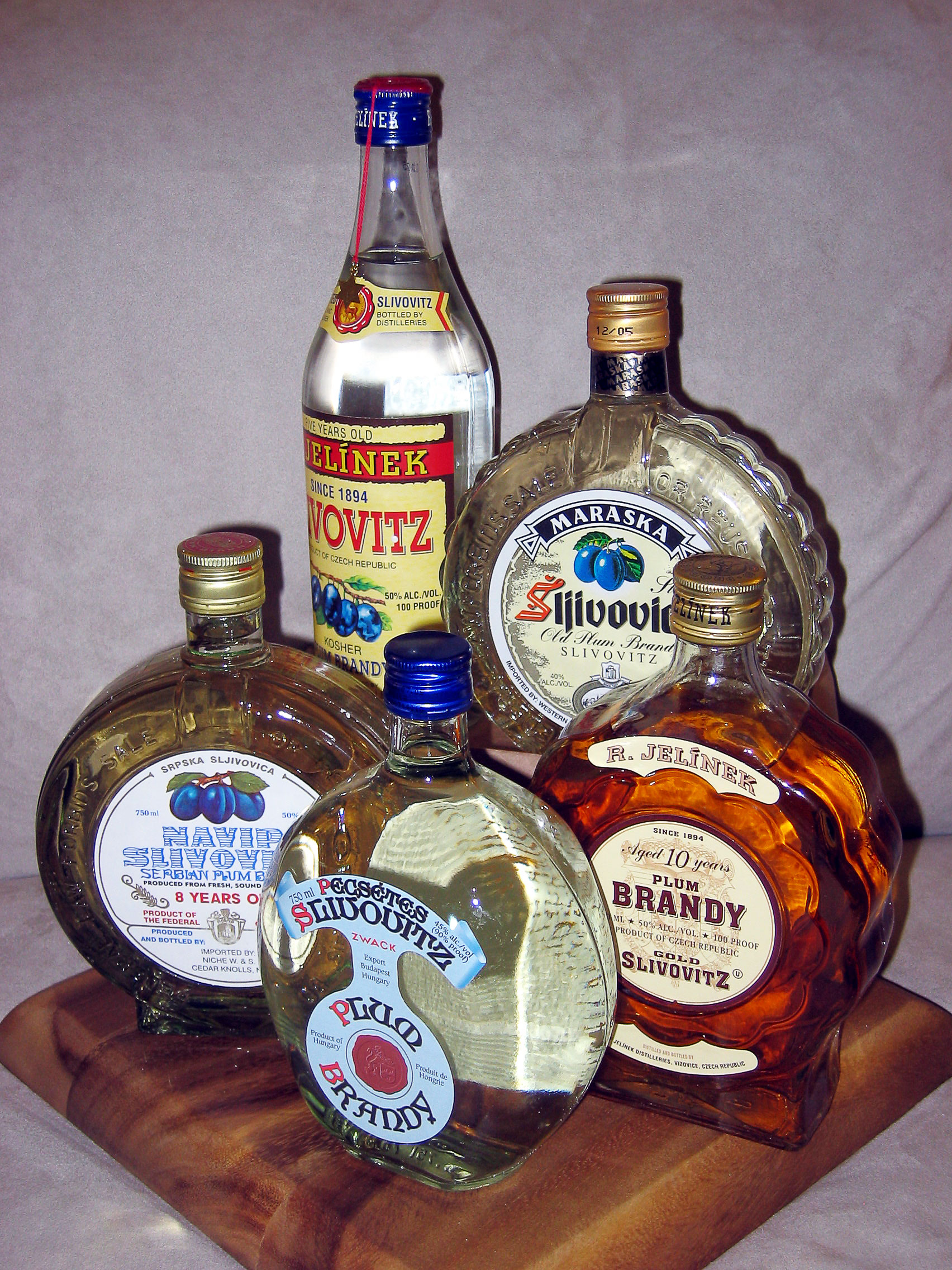
Slivovitz da Croácia, República Checa, Hungria e Sérvia

Slivovitz, Slivovitza, Slivovitsa, Șliboviță, Šljivovica, Śliwowica, Schlivowitz, Slivovice, Slivovica ou Slivovka (em tcheco: slivovice) é uma bebida alcoólica forte, incolor, feita primeiramente de destilado fermentado do suco de ameixa. É semelhante à bagaceira portuguesa. A sua origem é incerta, sendo maioritariamente produzida na Bósnia e Herzegovina, Bulgária, Chéquia, Croácia, Eslováquia, Hungria, Polónia, Romênia e Sérvia.

## Características
O slivovitz é similar ao conhaque, tanto é que na Inglaterra e em outros países anglófonos chamam-no de "conhaque de ameixa" (plum brandy).
O índice de álcool pode variar de 25-70% por volume, mas a maioria de variedades são 40-45%.